# Liste der Baudenkmale in Borkheide
In der Liste der Baudenkmale in Borkheide sind alle Baudenkmale der brandenburgischen Gemeinde Borkheide und ihrer Ortsteile aufgelistet. Grundlage ist die Veröffentlichung der Landesdenkmalliste mit dem Stand vom 31. Dezember 2020. Die Bodendenkmale sind in der Liste der Bodendenkmale in Borkheide aufgeführt.

## Baudenkmale in den Ortsteilen
In den Spalten befinden sich folgende Informationen:
- ID-Nr.: Die Nummer wird vom Brandenburgischen Landesamt für Denkmalpflege vergeben. Ein Link hinter der Nummer führt zum Eintrag über das Denkmal in der Denkmaldatenbank. In dieser Spalte kann sich zusätzlich das Wort Wikidata befinden, der entsprechende Link führt zu Angaben zu diesem Denkmal bei Wikidata.
- Lage: die Adresse des Denkmales und die geographischen Koordinaten. Link zu einem Kartenansichtstool, um Koordinaten zu setzen. In der Kartenansicht sind Denkmale ohne Koordinaten mit einem roten beziehungsweise orangen Marker dargestellt und können in der Karte gesetzt werden. Denkmale ohne Bild sind mit einem blauen bzw. roten Marker gekennzeichnet, Denkmale mit Bild mit einem grünen beziehungsweise orangen Marker.
- Bezeichnung: Bezeichnung in den offiziellen Listen des Brandenburgischen Landesamtes für Denkmalpflege. Ein Link hinter der Bezeichnung führt zum Wikipedia-Artikel über das Denkmal.
- Beschreibung: die Beschreibung des Denkmales
- Bild: ein Bild des Denkmales und gegebenenfalls einen Link zu weiteren Fotos des Baudenkmals im Medienarchiv Wikimedia Commons

### Borkheide
| ID-Nr.                           | Lage                       | Bezeichnung | Beschreibung | Bild |
| -------------------------------- | -------------------------- | --- | --- | --- |
| 09190090                         | Akazienallee (Lage)        | Grabstätte Arthur Dizier, auf dem Friedhof | Arthur Dizier (* 29. September 1919 in Maffee, Belgien; † im April 1945) war ein belgischer Antifaschist. | Grabstätte Arthur Dizier, auf dem Friedhof |
| 09190092                         | Akazienallee (Lage)        | Grabstätte Hans Grade, auf dem Friedhof | Hans Grade (* 17. Mai 1879 in Köslin; † 22. Oktober 1946 in Borkheide) war ein deutscher Maschinenbauer, Unternehmer und Flugpionier. | Grabstätte Hans Grade, auf dem Friedhof |
| 09191055                         | Hans-Grade-Straße (Lage)   | Bahnhof Borkheide, bestehend aus Bahnhofempfangsgebäude mit Erfrischungshalle, Stellwerksannex (mech. Stellwerk), Güterschuppen und Nebenschuppen | Der Bahnhof ging im Jahr 1902 in Betrieb und trug zunächst den Namen Bork mit verschiedenen Namenszusätzen, seit 1938 heißt er Borkheide. Das Empfangsgebäude unterscheidet sich im Stil deutlich von den Typenbauten der 1879 eröffneten Stationen der Strecke. Untypisch für die Region ist das aus Schiefer gebaute Obergeschoss. Die umliegende Siedlung entstand im Wesentlichen erst nach dem Bahnhofsbau. Das Gebäude steht leer (Stand Herbst 2012). | Bahnhof Borkheide, bestehend aus Bahnhofempfangsgebäude mit Erfrischungshalle, Stellwerksannex (mech. Stellwerk), Güterschuppen und Nebenschuppen |
| 09192488 Teilobjekt zu: 09191055 | Hans-Grade-Straße (Lage)   | Bahnhofsempfangsgebäude | | BW |
| 09192489 Teilobjekt zu: 09191055 | Hans-Grade-Straße (Lage)   | Bahnhofsnebengebäude | | BW |
| 09191089 Teilobjekt zu: 09191055 | Hans-Grade-Straße (Lage)   | Bahnhofsgebäude | Das 1901 erbaute Bahnhofsgebäude schließt östlich der Toilette an. | BW |
| 09191090 Teilobjekt zu: 09191055 | Hans-Grade-Straße (Lage)   | Toilettenhaus | Das Toilettenhaus steht östlich des Bahnhofsgebäudes. | BW |
| 09191354 Teilobjekt zu: 09191055 | Hans-Grade-Straße (Lage)   | Güterschuppen | Der Schuppen steht westlich des Empfangsgebäudes. | BW |
| 09190091                         | Hans-Grade-Platz (Lage)    | Gedenkstein Hans Grade, vor dem Bahnhof | Der Gedenkstein wurde 2011 oder 2012 auf den Marktplatz versetzt. | Gedenkstein Hans Grade, vor dem Bahnhof |
| 09190751                         | Karl-Marx-Straße 3 (Lage)  | Haus Bork | | Haus Bork |
| 09190838                         | Karl-Marx-Straße 19 (Lage) | Grade-Villa II und Fabrikationshalle | | Grade-Villa II und Fabrikationshalle |
| 09192243 Teilobjekt zu: 09190838 | Karl-Marx-Straße 19 (Lage) | Wohnhaus | | BW |
| 09192244 Teilobjekt zu: 09190838 | Karl-Marx-Straße 19 (Lage) | Fabrikgebäude | | BW |
| 09190872                         | Straße des Friedens (Lage) | Iljuschin IL-18 DDR STE (Verkehrsflugzeug) und Kamow Ka-26 D HOAJ (Hubschrauber)                                                                  | Die denkmalgeschützten Iljuschin IL-18 DDR STE und der Hubschrauber Kamow Ka-26 D HOAJ befinden sich im Hans-Grade-Museum. | weitere Bilder |
| 09192304 Teilobjekt zu: 09190872 | (Lage)                     | Flugzeug | Iljuschin IL-18 DDR STE | weitere Bilder |
| 09192305 Teilobjekt zu: 09190872 | (Lage)                     | Hubschrauber | Kamow Ka-26 D HOAJ | weitere Bilder |
| 09190812                         | Straße des Friedens (Lage) | Grade-Villa I und Flugfeld | | Grade-Villa I und Flugfeld |
| 09192202 Teilobjekt zu: 09190812 | Straße des Friedens (Lage) | Flugfeld | Das Flugfeld wurde 1912 angelegt. | BW |